# Hamza Zakari
Hamza Zakari (4 juli 1994) is een Ghanees betaald voetballer die op het middenveld speelt. Hij speelt voor het Belgische KAS Eupen. Hij kwam over van de ASPIRE Academy.

## Carrière

### Jeugd
Hij werd opgeleid in de ASPIRE Academy. 

### KAS Eupen
Doordat de Aspire Academy KAS Eupen overnam kwamen hij en vele andere Afrikanen bij Eupen terecht. Eupen moet voor hen een springplank zijn naar een grotere club. Hij maakte zijn debuut voor Eupen in de bekerwedstrijd tegen KVV Coxyde. Zijn debuut in de competitie maakte hij in de uitwedstrijd tegen FC Brussels.

## Statistieken
| Seizoen         | Club            | Competitie      | Competitie | Competitie | Play-offs | Play-offs | Beker | Beker | Europa | Europa | Totaal | Totaal |
| Seizoen         | Club            | Competitie      | Wed.       | Dlp.       | Wed.      | Dlp.      | Wed.  | Dlp.  | Wed.   | Dlp.   | Wed.   | Dlp.   |
| --------------- | --------------- | --------------- | ---------- | ---------- | --------- | --------- | ----- | ----- | ------ | ------ | ------ | ------ |
| 2012-2013       | KAS Eupen       | Tweede Klasse   | 1          | 0          | 0         | 0         | 1     | 0     | 0      | 0      | 2      | 0      |
| Carrière totaal | Carrière totaal | Carrière totaal | 1          | 0          | 0         | 0         | 1     | 0     | 0      | 0      | 2      | 0      |